# Río Atoyac (Guerrero)
El río Atoyac es un río en el estado de Guerrero, en el sur de México. Nace en las estribaciones de la Sierra Madre del Sur, su ramal izquierdo nace más arriba de la comunidad del Paraíso, corriendo de noroeste a suroeste hasta medio curso y lo forman los arroyos: Los Piloncillos, Puente del Rey, Las Palmas y Los Valles, que al unirse le dan el nombre de río Grande, siguiendo dirección sur partiendo por mitad al municipio de Atoyac de Álvarez y desembocando en la Laguna Mitla que, a su vez, descarga de forma intermitente en el Océano Pacífico. 
El ramal derecho llamado Río Chiquito tiene su nacimiento al norte del poblado de Pie de la Cuesta, en el desembocan los arroyos: Rincón del Bálsamo, La Gloria, Plan del Carrizo y Plan de los Molinos, corriendo de noroeste a sur incorporándose al Río Grande en las estribaciones del Cerro del Camarón.
El río Atoyac forma la cuenca hidrológica llamada Río Atoyac y otros que pertenece a la Región hidrológica Costa Grande y abarca el 8.80% del territorio estatal.